# Allocnemis vicki
Allocnemis vicki (лат.) — вид стрекоз из семейства плосконожки (Platycnemididae). Экваториальная Африка: Камерун (Northwest Province) и Нигерия (Bakossi Mountains, Obudu Plateau).

## Описание
Среднего размера стрекозы (окраска от желтоватой и голубой до буровато-чёрной; на голове, голенях, бёдрах и груди голубые отметины; мезэпистернум полностью голубой). Длина тела около 4 см, крылья около 2 см. Обнаружены в поросших кустарниками речных потоках на высотах от 1500 до 1900 м.
Вид был впервые описан в 2015 году в ходе ревизии африканских стрекоз, проведённой энтомологами Клаасом Дийкстра (Klaas-Douwe B. Dijkstra; Naturalis Biodiversity Center, Лейден, Нидерланды), Йенсом Киппингом (Jens Kipping; BioCart Environmental Consulting, Taucha/Лейпциг, Германия) и Николасом Мезьером (Nicolas Mézière; Куру, Французская Гвиана). Видовое название дано в честь зоолога Грэхема Вика (Graham S. Vick), внёсшего значительный вклад в изучение стрекоз Африки.